# Grand Prix Caesars Palace
Grand Prix Caesars Palace byl automobilový závod konaný v Las Vegas v Nevadě. První dva závody se konaly v letech 1981 a 1982 v rámci Formule 1. Závody v roce 1983 a 1984 se konaly v rámci série CART. Sponzorem obou závodů byl Nissan/Datsun.

## Vítězové Grand Prix Caesars Palace

### Formule 1
| Rok  | Jezdec           | Konstruktér   | Trať                      | Výsledky |
| ---- | ---------------- | ------------- | ------------------------- | -------- |
| 1982 | Michele Alboreto | Tyrrell-Ford  | Caesars Palace, Las Vegas | Výsledky |
| 1981 | Alan Jones       | Williams-Ford | Caesars Palace, Las Vegas | Výsledky |

### Can-Am Series
| Rok  | Datum     | Jezdec         | Vůz                 | Konstruktér         |
| ---- | --------- | -------------- | ------------------- | ------------------- |
| 1982 | 26. září  | Danny Sullivan | March 827-Chevrolet | Newman/Budweiser    |
| 1981 | 16. říjen | Danny Sullivan | Frissbee-Chevrolet  | Garvin Brown Racing |

### CART Indy Car
| Rok  | Datum        | Jezdec         | Vůz            | Konstruktér        |
| ---- | ------------ | -------------- | -------------- | ------------------ |
| 1984 | 10. listopad | Tom Sneva      | March-Cosworth | Mayer Motor Racing |
| 1983 | 8. říjen     | Mario Andretti | Lola-Cosworth  | Newman/Haas Racing |

### Trans-Am Series
| Rok  | Datum        | Jezdec         | Vůz              | Konstruktér         |
| ---- | ------------ | -------------- | ---------------- | ------------------- |
| 1984 | 11. listopad | Tom Gloy       | Mercury Capri    | Tom Gloy Racing     |
| 1983 | 8. říjen     | Willy T. Ribbs | Chevrolet Camaro | DeAtley Motorsports |